# Castroponce (kommunhuvudort)
Castroponce är en kommunhuvudort i Spanien.   Den ligger i provinsen Provincia de Valladolid och regionen Kastilien och Leon, i den norra delen av landet, 230 km nordväst om huvudstaden Madrid. Castroponce ligger 740 meter över havet och antalet invånare är 173.
Terrängen runt Castroponce är huvudsakligen platt. Castroponce ligger nere i en dal. Runt Castroponce är det mycket glesbefolkat, med 5 invånare per kvadratkilometer. Närmaste större samhälle är Mayorga, 8,0 km nordväst om Castroponce. Trakten runt Castroponce består till största delen av jordbruksmark.